# Marcel Desailly
Marcel Odenkey Addy-Desailly (* 7. September 1968 in Accra, Ghana; ursprünglich Odonkey Abbey) ist ein ehemaliger französischer Fußballspieler.

## Vereinskarriere
Der Innenverteidiger begann seine Karriere beim FC Nantes, dem er schon als Elfjähriger beitrat und bis 1992 treu blieb. Nach anderthalb Jahren bei Olympique Marseille, dem in dieser Zeit der Meistertitel – es wäre Desaillys einziger Titel in der Division 1 gewesen – aberkannt wurde, wechselte er im November 1993 zur AC Mailand; hier blieb er bis 1998, bevor er die nächsten sechs Jahre die Abwehr des FC Chelsea organisierte. Zwischen Oktober 2004 und November 2005 ließ er seine Karriere bei zwei Klubs in Katar (Al-Gharafa und Qatar Sports Club) ausklingen.

## Nationalspieler
So wenig wie in seinen Vereinen war der unspektakulär, aber höchst effektiv spielende Marcel Desailly auch aus der französischen Nationalmannschaft nicht wegzudenken: zwischen August 1993 und Juni 2004 bestritt er 116 Länderspiele, schoss dabei auch drei Tore und war 50-mal deren Kapitän. Seit dem 30. April 2003 war er damit alleiniger französischer Rekordinternationaler, bevor ihn Lilian Thuram im Juni 2006 darin ablöste. 
Er hat alle großen Erfolge der Équipe Tricolore seit den 1990er Jahren mitgestaltet. Sein erstes großes Turnier war die Europameisterschaft 1996 in England. Bei der WM 1998 wurde er Weltmeister und nahm an allen Spielen des Turniers teil. Negativ war für ihn am Tag des 3:0-Finalsieges gegen Brasilien in Paris nur seine Gelb-Rote-Karte in der 68. Spielminute.
Zwei Jahre später stand er im Finale um die Europameisterschaft 2000 und wurde gegen Italien ebenfalls Europameister.
Tiefpunkte in seiner Nationalmannschaftskarriere waren die Weltmeisterschaft 2002 in Südkorea, als seine Mannschaft als Titelverteidiger ohne ein Tor zu schießen in der Vorrunde ausschied, und das Scheitern im Viertelfinale der Europameisterschaft 2004 in Portugal gegen Griechenland (0:1). Das 2:2 im EM-Gruppenspiel am 17. Juni 2004 gegen Kroatien war sein 116. und letztes Länderspiel.

## Erfolge

### Mit seinen Klubs
- UEFA Champions League: 1993, 1994
- Europäischer Superpokal: 1994, 1998
- Italienische Meisterschaft: 1994, 1996
- Italienischer Superpokal: 1994
- Englischer Pokal: 2000
- Englischer Superpokal: 2000
- Katarische Meisterschaft: 2005

### Mit der Nationalelf
- Weltmeister: 1998
- Europameister: 2000
- Confed-Cup: 2001, 2003

## Sonstiges
Desailly ist Athletenbotschafter der Entwicklungshilfeorganisation Right to Play. 2011 gründete er vor den Toren von Accra eine Jugend-Fußball Akademie und baute das The Lizzy Sports Complex in East Legon.